# Programma's van Nick Jr. uitgezonden in België en Nederland
Hieronder staan de programma's die uitgezonden worden/werden door de zender en Nick Jr. in België en Nederland, sinds 2003.

## Nick Jr.
| Programma                         | Afleveringen            | Start                                   | Einde                                      |
| --------------------------------- | ----------------------- | --------------------------------------- | ------------------------------------------ |
| Angelina Ballerina                | 39                      | 4 mei 2002                              | 7 juni 2003                                |
| The Backyardigans                 | 58                      | 22 november 2004                        | Heden                                      |
| Bassie en De reis van Zwarte Piet | 13                      | november 2005                           | december 2005                              |
| Blue's Clues                      | 140                     | 8 september 1996                        | 6 augustus 2006                            |
| Boohbah                           | 104                     | 2003                                    | 2005                                       |
| Bruno en de Bananenclub           | N/A                     | 2005                                    | N/A                                        |
| Bruintje Beer                     | 52                      | 8 november 2006                         | Heden                                      |
| Calimero                          | Serie 1: 47 Serie 2: 52 | S1: 15 oktober 1974 S2: 15 oktober 1992 | S1: 30 september 1975 S2: 9 september 1993 |
| Clifford                          | 65                      | 4 september 2000                        | 25 februari 2003                           |
| De avonturen van Pim en Pom       | N/A                     | 2008                                    | Heden                                      |
| De Bereboot                       | 407                     | 2 oktober 1976                          | 30 september 1978                          |
| Dibo                              | 52                      | 30 november 2006                        | Heden                                      |
| Dora                              | 111                     | 14 augustus 2000                        | Heden                                      |
| Dora Grows Up / Dora groeit op    | N/A                     | Herfst 2009                             | N/A                                        |
| Fifi en haar Bloemenvriendjes     | 105                     | 2005                                    | Heden                                      |
| Go, Diego, Go                     | 60                      | 6 september 2005                        | Heden                                      |
|                                   |                         |                                         |                                            |
| Kleine Klaas                      | 10                      | november 2005                           | december 2005                              |
| Kleine Rode Tractor               | 80                      | 2004                                    | 2007                                       |
| Kijk mij nou!                     | N/A                     | Najaar 2006                             | N/A                                        |
| Little Bill                       | 47                      | 28 november 1999                        | 12 september 2004                          |
| Louie                             | 39                      | 2006                                    | N/A                                        |
| Maanman Jim                       | N/A                     | N/A                                     | N/A                                        |
| Miss Spider                       | 44                      | 1 september 2004                        | 3 december 2006                            |
| Ni hao kai lan                    | 22                      | 7 februari 2008                         | Heden                                      |
| Noddy                             | 20                      | 2 september 2002                        | N/A                                        |
| Paz                               | N/A                     | N/A                                     | N/A                                        |
| Peppa Pig                         | 105                     | 2004                                    | 2006                                       |
| Pep, Toet en Vroep-Vroep          | 13                      | 2005                                    | 2005                                       |
| Pieter Post                       | 116                     | 16 september 1981                       | Heden                                      |
| Roary de Racewagen                | 40                      | N/A                                     | N/A                                        |
| Shaun het Schaap                  | 40                      | 5 maart 2007                            | Heden                                      |
| Snorkels                          | 108                     | 1984                                    | 1989                                       |
| Thomas de stoomlocomotief         | 322                     | 4 september 1984                        | Heden                                      |
| Wonder Team                       | 39                      | 3 maart 2006                            | Heden                                      |